# Mihai Bobocica
Mihai Razvan Bobocica (Craiova, Roemenië, 8 september 1986) is een Italiaans professioneel tafeltennisser van Roemeense afkomst. Hij speelt rechtshandig met de shakehandgreep.
Hij vertegenwoordigde Italië op de Olympische Zomerspelen 2008 en 2012 maar won geen medailles.